# St. Johannes der Täufer (Pitzling)

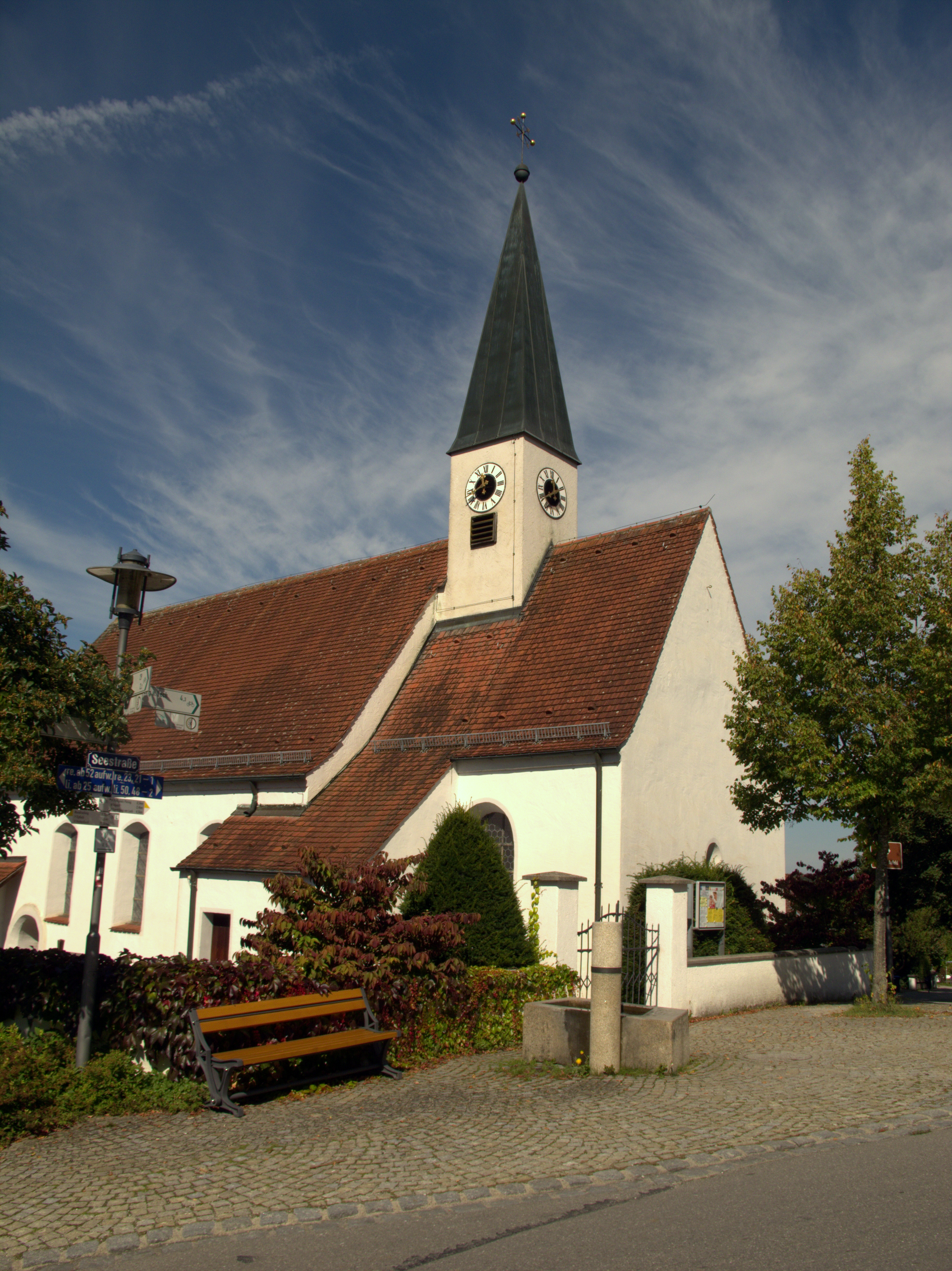
St. Johannes der Täufer in Pitzling

Die römisch-katholische Pfarrkirche St. Johannes der Täufer, auch als St. Johannes Baptist bezeichnet, steht in Pitzling, einem Stadtteil von Landsberg am Lech im oberbayerischen Landkreis Landsberg am Lech. Sie ist in der Liste der Baudenkmäler in Landsberg am Lech als Baudenkmal unter der Nr. D-1-81-130-427 eingetragen. Die Kirche gehört zum Dekanat Landsberg des Bistums Augsburg.

## Beschreibung
Die im Kern spätromanische Saalkirche wurde im 13. Jahrhundert erbaut. Sie besteht aus dem Langhaus und dem eingezogenen Chor im Osten. Auf dem Satteldach des Chors erhebt sich neben dem Langhaus ein quadratischer Dachreiter mit spitzem Helm, der die Turmuhr und den Glockenstuhl enthält.
Der Hochaltar wurde um 1725 aus Stuckmarmor gebaut. Das Altarretabel gestaltete Franz Xaver Schmuzer. Es stammt aus der abgerissenen Klosterkirche des Klosters Wessobrunn.